# Literaturfest Kleinwalsertal
La Literaturfest Kleinwalsertal est un festival littéraire qui se déroule dans la vallée de Kleinwalsertal dans la région de Voralberg en Autriche.
Ce festival a la volonté de proposer des lectures et ses événements en investissant de nombreux lieux inhabituels dans la vallée, qu’ils soient dans un lieu inhabituel comme une piscine ou itinérant avec des lectures données en randonnées ou en bus. 

## Histoire
Le Literaturfest Kleinwalsertal est un projet issu de la coopération entre le Kleinwalsertal Tourismus eGen et le réseau Literatur-Vorarlberg, comprenant également la participation de la Maison de la littérature d’Allgäu. Le festival est un événement biennal, la première éditions s’est déroulée en automne 2017.
Les deux premières éditions ont duré 2 et 3 jours et se sont articulées autour d’un thème central. Les événements littéraires programmés ont été des lectures et débats en présence des auteurs, des randonnées-lectures, des expositions et un concours de slam. 
À noter que dans la vallée voisine, le festival Walserherbst, un autre festival culturel se déroule chaque année en fin d'été, dans le parc de la biosphère Großes Walsertal. 

### Édition 2017
Cette première qui s’est déroulée les 29 et 30 septembre 2017 avait pour thème : « Sich aufmachen! » (Commencer!).
Michael Stavarič a inauguré cette édition avec une lecture de son roman Stillborn et une discussion.
Dès ses débuts le festival a affirmé sa volonté d’également  proposer de faire entrer la littérature dans des lieux où elle n’est pas habituellement présente en conservant les thématiques.
Des lectures ont par exemple été organisées à la base du sauvetage en montagne de Mittelberg pour parler du sauvetage des dialectes, dans la salle de réunion de la banque privée du Walser, la cuisine de l'hôtel Birkenhöhe ou le bus « historique » du parking Moos à Mittelberg. 
Une exposition s’est aussi déroulée à la Walserdruck de Riezlern, dans la bibliothèque de Mittelberg, au Walserhaus ou encore dans la résidence de l’artiste de gravure sur bois, Detlef Willand avec une performance mêlant spoken words et dessin. 
L'Alte Krone et la vallée et les stations de montagne du Walmendingerhorn ainsi que le restaurant de montagne ont également ouvert leurs espaces et où s’est déroulée une bataille de poésie et de slam entre Peter Fitz ( Autriche) et Alex Burkhard (Allemagne). 

### Édition 2019
Cette deuxième édition s’est déroulée les 11, 12 et 13 octobre 2019 et avait pour thème : « Überschreiten » (Dépasser !).
Le festival qui s’est donc déroulé sur 3 jours a débuté par une soirée entièrement consacrée à un concours de slam, Slam im Tal #8, avec des performances réalisées par un panel de jeunes artistes germanophones en compétition. 
Et comme pour l’édition de 2017, auteurs et participants se sont retrouvés dans des lieux rarement associés à la littérature : une église, une piscine ou un bunker. Les choix de ces espaces sont liés au contenu littéraire des œuvres dont ils sont le cadre dans la volonté des organisateurs du festival de créer une interaction forte entre les deux. 
Le cadre de « Panorama Poetry » a donc été une station de haute montagne, Walmendingerhornbahn à Mittelberg d'une manière éprouvée. Dans la ville de Riezler pour cette édition ce sont l'église paroissiale, l'Almhof Rupp, la piscine, le salon du musée et le bunker du centre scolaire qui ont été ouverts comme lieux de tentatives de relier textes, acteurs et salles dans une relation significative. Ce dernier, par exemple, a été utilisé pour présenter un «roman d'école», résultat d'un processus d'écriture collective réalisé par deux classes de Kleinwalsertal.

### Édition 2021
La prochaine édition est programmée pour l’automne 2021.